# Első kínai–japán háború
Az első kínai–japán háborút (中日甲午戰爭, pinjin: Zhōngrì Jiǎwǔ Zhànzhēng, japánul: 日清戦争, rómadzsi: Nisshin Sensō) 1894. augusztus 1. és 1895. április 17. között vívták meg a Csing-dinasztia által uralt Kína és a Meidzsi Japán Császárság erői, elsősorban Korea birtoklásáért. A háború során elszenvedett vereség a Csing-dinasztia hanyatlását és gyengeségét bizonyította, míg a Meidzsi-restauráció során végrehajtott reformok eredményeként Japán a térség egyik nagyhatalma lett. A háború eredményeként megváltoztak az erőviszonyok Kelet-Ázsiában, a régió domináns hatalma Japán lett, Kínának át kellett adnia Tajvan szigetét a japánoknak és elismerte Korea függetlenségét. A háború eredményeként Kínában elindult folyamatok később az 1911-es vucsangi felkelésben (klasszikus kínai: 武昌起義, pinjin: Wǔchāng Qǐyì) teljesedtek ki, amely véget vetett a Csing-dinasztia uralmának. A háborút a simonoszeki béke zárta le.
Harminchat évvel később, 1931 őszén a mukdeni incidenst követően Kína és Japán között ismét fegyveres összecsapások kezdődtek, amelyek kiszélesedve 1937 nyarán a második kínai–japán háborúhoz vezettek. Az összecsapások a második világháború végéig folytatódtak.
A konfliktusok megnevezése megtévesztő, ugyanis ez voltaképpen a modern, újkori értelemben veendő japán és kínai állam első és második háborúja. A japán és kínai nép már évszázadokkal korábban is gyakran hadakozott egymással, de ezeket a konfliktusokat többnyire lokális szinten, egy-egy helyi fejedelem indította egyik-másik területére.

## A háború előzményei és okai
Több mint két évszázados elzárkózás után, amikor az Edo-korszak sógunjai elzárkóztak minden külföldi befolyás elől, amerikai nyomásra Japán 1854-ben megnyitotta kapuit a külvilág felé és radikális politikai és szociális reformokat hajtottak végre. A Meidzsi-restauráció néven ismert korszak során Japán elmaradott feudális államból a régió egyik vezető ipari-katonai nagyhatalma lett. A japánok delegációkat és diákokat küldtek szét a világ minden országába, hogy magukba szívják a nyugati kultúra és tudomány eredményeit, ezzel nemcsak azt akarták megakadályozni, hogy Japán a nyugati hatalmak befolyása alá kerüljön, hanem egyenlő félként akartak velük szembeszállni.
Ezzel szemben a Csing-dinasztia az 1820-30-as évekre mély gazdasági válságba került és a reformok elmaradása miatt a nyugati hatalmak könnyűszerrel kényszerítették rá akaratukat a Csing-császárokra. Az összecsapások eredményeként számos egyenlőtlen szerződést írtak alá Kína és a nyugati hatalmak, amelyek jelentős engedményeket biztosítottak az utóbbiaknak. Nagyjából az ópiumháborúkkal egy időben Kína-szerte felkelések törtek a Csing-dinasztia ellen. A jelentősebb megmozdulásokra a nyugati hatalmak terjeszkedésétől függetlenül, a belső területeken került sor, a földkoncentráció, a túlnépesedés, a vízszabályozási rendszerek elhanyagolása (és az ebből eredő katasztrófák), valamint a mindent átszövő korrupció miatt.
Az ópiumháború óriási sokk volt a kínaiak számára, hiszen több évezredes történelmük során most először találkoztak egy náluk katonailag, gazdaságilag és technikailag egyaránt jóval fejlettebb hatalommal, aminek következtében valamelyest át kellett alakítaniuk az ősi, Kína-központú világképet. A mandzsu-kínai elit azonban nem értette meg, hogy a középkori jellegű Kínai Birodalom zsákutcába jutott, csak azt ismerte el, hogy a nyugati fegyverek jobbak a kínaiaknál. Így aztán nem került sor széles körű társadalmi-politikai modernizációra, s Kína a válságból azzal igyekezett kilábalni, hogy országszerte nyugati típusú fegyver- és hajógyárakat létesített. Az 1860-as, 70-es és 80-as éveket az "önerősítés" korszakának szokás nevezni: ekkor Kína még elutasította a nyugati eszméket és intézményeket, csak a technika átvételére volt hajlandó.

### Konfliktus Korea birtoklásáért

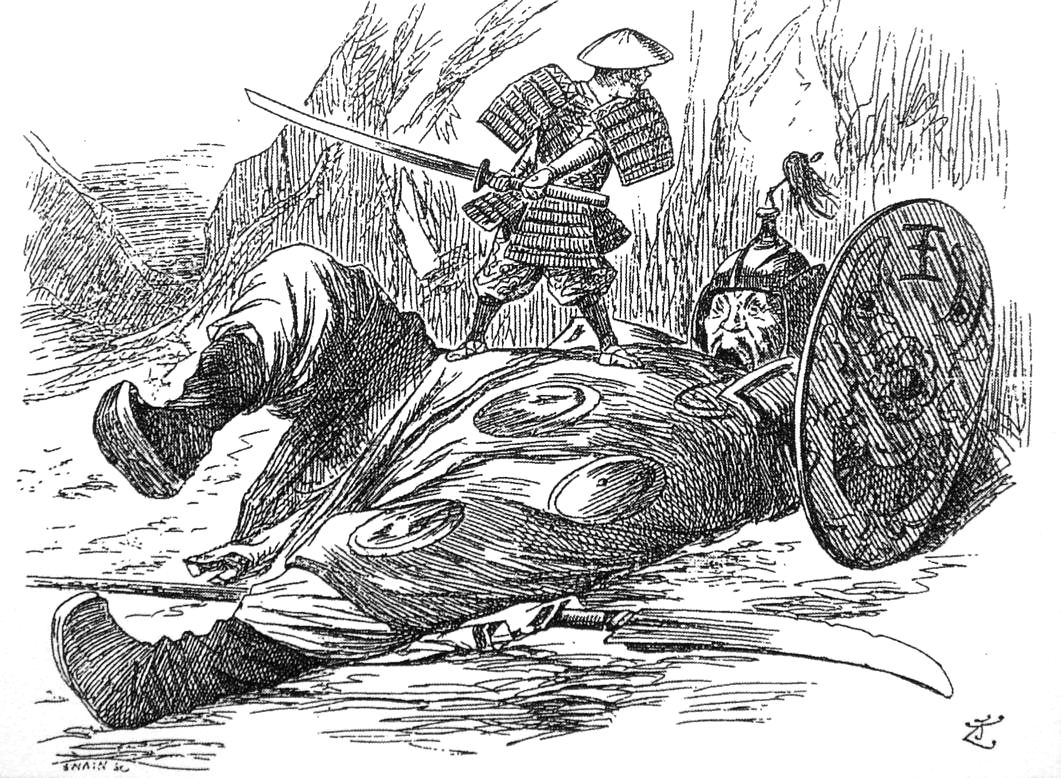
Szatirikus rajz a Punch Magazine-ban, amely a "kicsiny" Japán győzelmét ábrázolja a "hatalmas" Kína felett.

Az elzárkózásból kilépő és gyorsan fejlődő Japán figyelme hamarosan Korea felé fordult, a félszigeten hagyományosan nagy volt a japán befolyás és már az előző évszázadokban is színtere volt japán-kínai összecsapásoknak. Gazdasági és politikai érdekeinek megóvása érdekében, illetve hogy megakadályozza egy másik nagyhatalom térnyerését, Japánnak mielőbb annektálnia kellett Koreát, vagy legalábbis biztosítania tényleges önállóságát az ország gazdaságának és közigazgatásának fejlesztésével. Ahogyan azt egy, a japán birodalmi hadsereg mellé delegált porosz katonai tanácsadó akkoriban megfogalmazta, "Korea egy, Japán szívének irányzott tőr". A japán kormány megítélése szerint bármilyen nagyhatalom, amelyik Koreában katonai erőt állomásoztat, Japán nemzeti érdekeit sértené, másrészt Korea önállósága lehetőséget adna a japán vállalatoknak, hogy a félsziget szén- és vasércbányáit kihasználják a gyorsan növekvő japán gazdaság érdekében. Összességében a japán politikai vezetés elhatározta, hogy megszünteti Kína évszázados fennhatóságát Korea felett.
1876. február 17-én, a koreai nacionalisták és japán állampolgárok közötti összecsapásokat ürügyül felhasználva, Japán arra kényszerítette a koreai kormányt, hogy aláírja a kanghvai (ganghwai) egyezményt, amelyben Korea megnyitotta kapuit a japán befektetők előtt és kimondta az ország önállóságát Kínától külpolitikai kérdésekben.
Korea hagyományosan adót fizetett Kínának és a Csing-dinasztia uralkodása alatt is Kínai politikai, kulturális és gazdasági befolyása alatt maradt. A kínai udvar befolyása ezért igen jelentős volt a Csoszon (Joseon)-dinasztiából származó uralkodó és legfőbb tanácsadói körében, bár a közvélemény megosztott volt: a hagyományőrzők a korábbi, alávetett kapcsolat fenntartását látták kedvezőbbnek, míg a reformisták el akartak szakadni az elmaradottnak tekintett Kínától és szorosabb kapcsolatokat akartak létesíteni Japánnal és a nyugati hatalmakkal. Az ópiumháború következményeként Kína meggyengült és jelentős presztízsveszteséget kellett elszenvednie, már nem tekintették a régió nagyhatalmának és a nyugati hatalmak folyamatosan beavatkoztak belügyeibe és területi követelésekkel léptek fel. Japán számára ez volt a kedvező alkalom, hogy Kína helyébe lépjen, mint regionális nagyhatalom.

### Az 1882-es válság
1882-ben súlyos szárazság sújtotta a koreai félszigetet, amely a gabonatermelés csökkenéséhez, éhínséghez vezetett. A lakosság elégedetlen volt, a gazdaság a csőd szélére került és Korea képtelen volt külföldi adósságait törleszteni vagy a köztisztviselők fizetését folyósítani. Különösen a koreai hadsereg tisztjei és katonái körében volt nagy az elégedetlenség, miután hónapokig nem kaptak fizetést. 1882. július 23-án lázadás tört ki Szöulban, a lakosság és a lázadó katonák megtámadták a városban található magtárakat. A következő reggel a tömeg a királyi palota és a laktanyák ellen fordult, majd a japán követség épülete elé vonult és megtámadta az épületet. A japán követség személyzete előbb Cshemulphó (Chemulpó)ba, majd Nagaszaki-ba menekült a brit haditengerészet egyik hajóján.
Állampolgárainak és javainak védelmében Japán négy hadihajót és egy zászlóaljnyi katonát küldött Szöulba, erre válaszul a kínaiak 4500 fős csapatot küldtek Koreába. A két nagyhatalom közötti feszültség azonban hamarosan csillapult, miután 1882. augusztus 30-án aláírták a Cshemulphó (Chemulpó)i egyezményt. A szerződésben megállapodtak, hogy a lázadás vezetőit megbüntetik és a meggyilkolt japán állampolgárok családjai 50000 jen kártérítést kapnak. A japán kormány ezen felül 500000 jen kártérítést és hivatalos bocsánatkérést kapott, illetve a követség védelmére csapatokat állomásoztathatott Szöulban.

### AKapsin(Gapsin)-államcsíny
1884-ben japánbarát reformerek egy csoportja megdöntötte a konzervatív, Kína-barát koreai kormányt egy véres államcsíny során. A kormányhű erők, kínai katonák támogatásával, visszaszerezték a hatalmat egy hasonlóan véres leszámolás végén, amelyben nemcsak a reformereket gyilkolták meg, hanem felgyújtották a japán követség épületét is és számos követségi őr, valamint japán állampolgár vesztette életét a tűzben. Az incidens ismét diplomáciai feszültséget okozott Japán és Kína között, de végül az 1885-ös tiencsini egyezményben sikerült elsimítani a nézeteltéréseket. A két fél ugyan megegyezett, hogy a) egyidőben kivonják csapataikat Koreából b) nem küldenek katonai tanácsadókat a koreai hadsereghez és c) előzetesen értesítik a másik felet, amennyiben csapatokat küldenek Koreába. A megegyezés ellenére a japán kormány egyre elégedetlenebb volt azzal, ahogyan Kína próbálta aláásni befolyását Koreában.

## A hadviselő felek haderői

### Japán
A Meiji császár alatt megindult reformok eredményeként a japánok nagy hangsúlyt fektettek a modern hadsereg és flotta kiépítésére. Számos tisztet küldtek külföldre tanulni, illetve az egyes európai haderők és flották harcászati és hadászati gyakorlatának, kiképzésének és vezetésének megismerésére.

#### A Japán Császári Haditengerészet

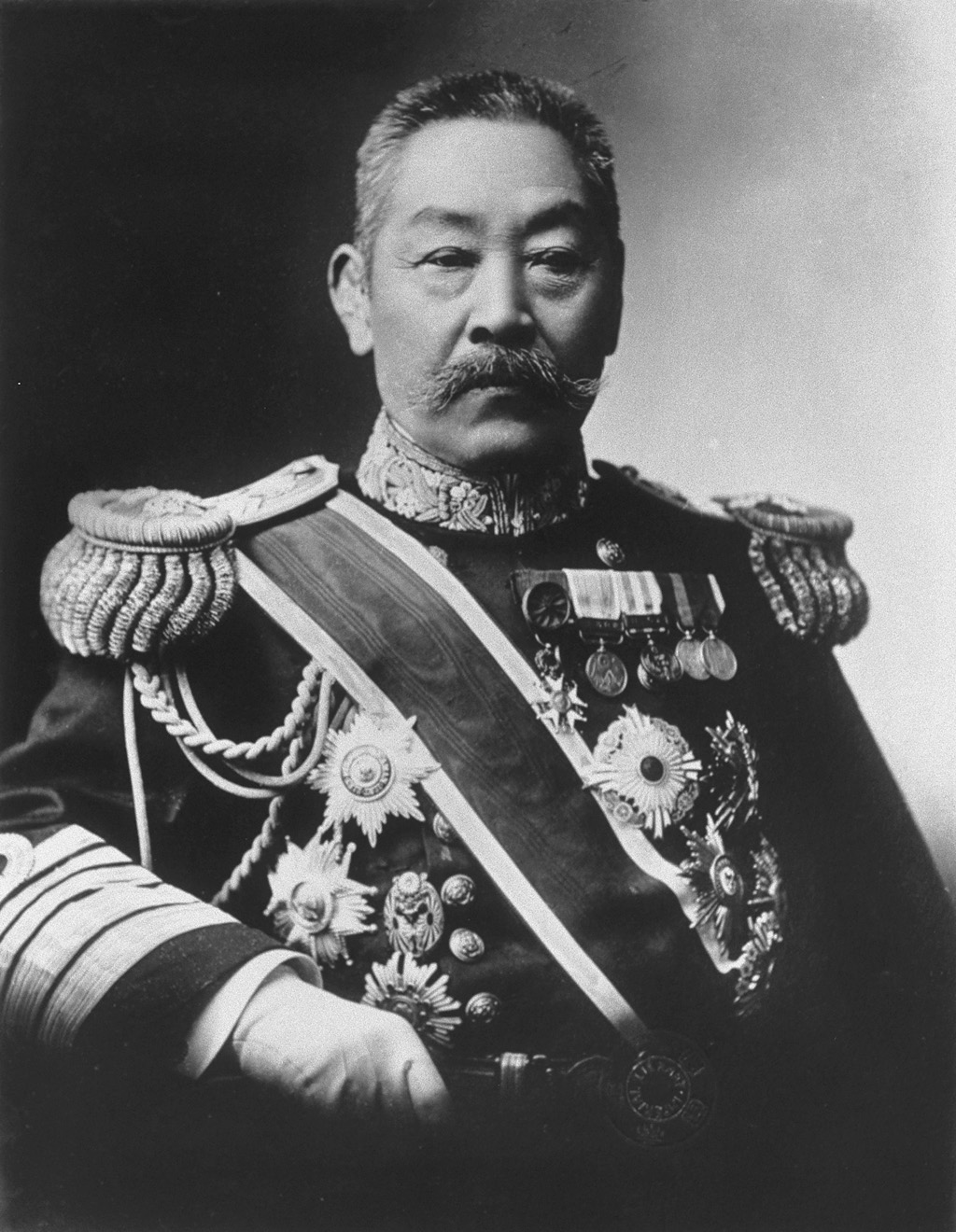
Ito Sukeyuki admirális, a japán flotta főparancsnoka a háború alatt

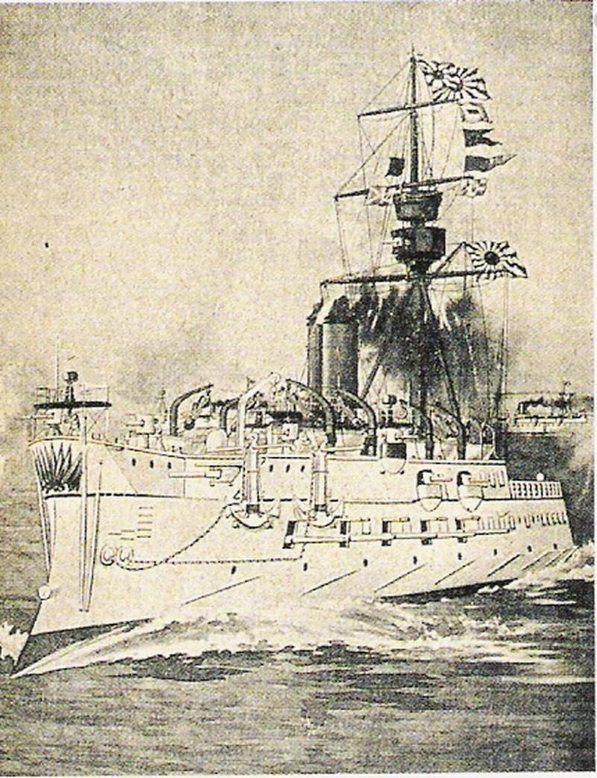
A francia gyártmányú Matsushima csatahajó, a japán flotta zászlóshajója a háború alatt

A japán haditengerészet elődjét az 1868-ban befejeződött polgárháború után teremtették meg. A győztes császári seregek elkobozták a shogun és szövetségesei által vásárolt hadihajókat és egységes parancsnokság alá vonták össze ezeket. 1872-re haditengerészeti akadémiát, fegyvergyárat, hajógyárat és tengerészeti kórházat létesítettek.
A Japán Császári Haditengerészetet a brit Királyi Haditengerészet mintájára kezdték kiépíteni, amely akkoriban a világ legnagyobb haditengerészeti flottája volt. Angol tanácsadók érkeztek Japánba, hogy a flotta felszerelését és kiképzését segítség, míg Japán 1871-ben fiatal tisztek egy csoportját küldte Angliába, hogy a Királyi Haditengerészet működését tanulmányozzák és megfigyeljék. Az angol kiképzők segítségével Japánnak hamarosan olyan, ütőképes tengeri hadereje volt, amely kiemelkedő eredményeket ért el a hajók és a fedélzeti fegyverek kezelése terén. A háború során egy megfigyelő szerint "a japán tisztek és matrózok ügyessége csillagászati mértékben felülmúlta a kínai flotta képességeit".
Az első japán építésű hadihajót fából készültek, mivel Japánban akkoriban még nem volt akkora vasipari kapacitás, amely modern, vaspáncéllal borított hajók előállítását lehetővé tette volna. Ezért szintén Angliához fordultak és 1877-ben bocsátották vízre az első modern japán hadihajót, a Fuso-t Angliában. Az első, teljesen japán építésű páncélozott hadihajót, a Hashidate-t 1881-ben bocsátották vízre.
A háború kezdetére a japán haditengerészetnél 12 korszerű cirkáló (az Izumi-t a háború kitörése után fejezték be), egy fregatt (Takao), 22 torpedóhajó és számos felfegyverzett kereskedelmi hajó szolgált. Bár a flottának nem voltak nagyméretű csatahajói és megfelelő erőforrásai, hogy ilyeneket beszerezzenek, ezért a haditengerészet vezetése inkább a kisebb, könnyebben manőverezhető és gyors hadihajókat részesítették előnyben.
A flotta nagy részét angol és francia gyárakban építették (összesen 8 hadihajó készült Angliában, 3 Franciaországban és 2 Japánban). A 22 torpedóhajó közül 16-ot francia gyárakban gyártottak le és Japánban szerelték össze ezeket.

#### A Japán Császári Hadsereg erői
A Meidzsi-kor fegyveres erőit francia katonai tanácsadók közreműködésével, a francia haderő mintájára szervezték meg. A tanácsadók két misszióban (1872-1880 között, illetve 1884-ben) jártak Japánban (az első ilyen misszióra még a sógunátus alatt került sor), javaslatukra 1873-ban bevezették az általános hadkötelezettséget és létrehozták a sorozáson alapuló haderőt, megépítették a tiszti és tiszthelyettesi állomány képzését végző katonai iskolákat és a hadsereg szükségleteit ellátó hadiipari üzemeket.
1886-ban azonban Japán Németország, pontosabban a német (porosz) hadseregszervezési modell felé fordult. A porosz haderő doktrínáját, szervezetét, ellátási és mozgósítási rendszerét behatóan tanulmányozták a japán hadvezetés tagjai, majd átvették a Japán Császári Hadseregbe. 1885-ben Jakob Meckel német katonai tanácsadó javaslatára átszervezték a hadsereg felsővezetését, a hadsereget hadosztályokba és ezredekbe szervezték, megerősítették a haderő logisztikai, szállítási képességeit és ezzel jelentősen megnövelték mobilitását, illetve létrehoztak önálló tüzérségi és műszaki alakulatokat.
Az 1890-es évekre Japánnak korszerűen felszerelt, kiképzett és vezetett, a kor színvonalának minden tekintetben megfelelő hadsereg állt a rendelkezésére. A tiszteknek lehetőségük nyílt külföldön tanulni a legújabb harcászati és hadászati alapelveket.
A háború kezdetén a 120 000 főt számláló Japán Császári Hadsereget két hadseregbe, ezen belül öt hadosztályba szervezték.
| A Japán Császári Haderő felépítése 1894-1895-ben |
| 1. hadsereg                                      |
| 3. hadosztály (Nagoja)                           |
| 5. hadosztály (Hirosima)                         |
| 2. hadsereg                                      |
| 1. hadosztály (Tokió)                            |
| 2. hadosztály (Szendai)                          |
| 6. hadosztály (Kumamoto)                         |
| Tartalék                                         |
| 4. hadosztály (Oszaka)                           |
| Formosa (Tajvan) helyőrsége                      |
| Császári Gárda-hadosztály                        |

### Kínai erők
A háborúban részt vevő kínai csapatok – a Beiyang Hadsereg és Beiyang Flotta – a kínai birodalom legjobban felszerelt, modern egységei voltak, a haderőnek súlyos problémákat okozott a korrupció. A kínai politikusok rendszeresen zsebre tették a hadsereg és a flotta fenntartására szánt pénzeket, még a háború alatt is. Ennek eredménye volt, hogy a flotta nem vásárolt egyetlen új hadihajót sem 1888-as megalapítása után. 1891. után már lőszer vásárlására sem volt pénz, mivel a szükséges pénzeket a pekingi nyári palota felépítésére fordították. A csapatok utánpótlásának megoldása is jelentős problémát jelentett, mivel az északi területeken, Madzsúriában nem épült elegendő vasútvonal. A csapatok morálja szinte mindig alacsony volt, a csekély fizetésnek és a részben emiatt igen kedvezőtlen közmegítélésnek köszönhetően, a katonák rendszeresen használtak ópiumot, míg a tisztek képzetlensége, hozzá nem értése a háború során számos hibás döntésben mutatkozott meg, mint pl. a jól védett és jól felszerelt Weihai-erőd feladásában.

#### Beiyang Hadsereg
A Csing-dinasztia uralkodása alatt Kínának nem volt nemzeti hadserege és a Tajping-felkelés után a fegyveres erőket mandzsu, mongol, hui (muszlim) és han nemzetiségű seregtestekre osztották, amelyek további, jórészt önálló regionális parancsnokságokra bomlottak fel. A háború során a legtöbb ütközetet az északi területek kormányzója, Li Hongzhang által kiépített Beiyang Hadsereg és a Beiyang Flotta vívta; mivel a regionális ellentétek miatt semmilyen segítséget nem kapott a többi haderőtől.

#### A Beiyang flotta
A Beiyang Flotta volt a késői Csing-korszakban Kína rendelkezésére álló négy, korszerű flotta egyike. A flottát Li Hongzhang építette ki, aki az északi tartományok kormányzója volt, és az innen befolyó jövedelmet használta a flotta felfegyverzésére. A Beiyang Flotta volt Kelet-Ázsia meghatározó haditengerészeti ereje egészen az első kínai-japán háború kitöréséig. A flotta egészen 1880-ig a legmodernebbnek számított Ázsiában és a világ 8. legnagyobb haditengerészeti flottája volt. Azonban a hajókat nem tartották karban, nem korszerűsítették és a legénység körében is gyakori volt a parancsmegtagadás és a fegyelem hiánya.
| Beiyang flotta          | Főbb egységek                                      |
| ----------------------- | -------------------------------------------------- |
| Csatahajók              | Tingjüan (zászlóshajó), Zhenyuan                   |
| Felfegyverzett cirkálók | King Yuen, Lai Yuen                                |
| Páncélozott cirkálók    | Chih Yuen, Ching Yuen                              |
| Cirkálók                | Tsi Yuen, Kuang Ping/Kwang Ping, Chaoyong, Yangwei |
| Partvédelmi hajók       | Pingyuan                                           |
| Korvettek               | Kwan Chia                                          |

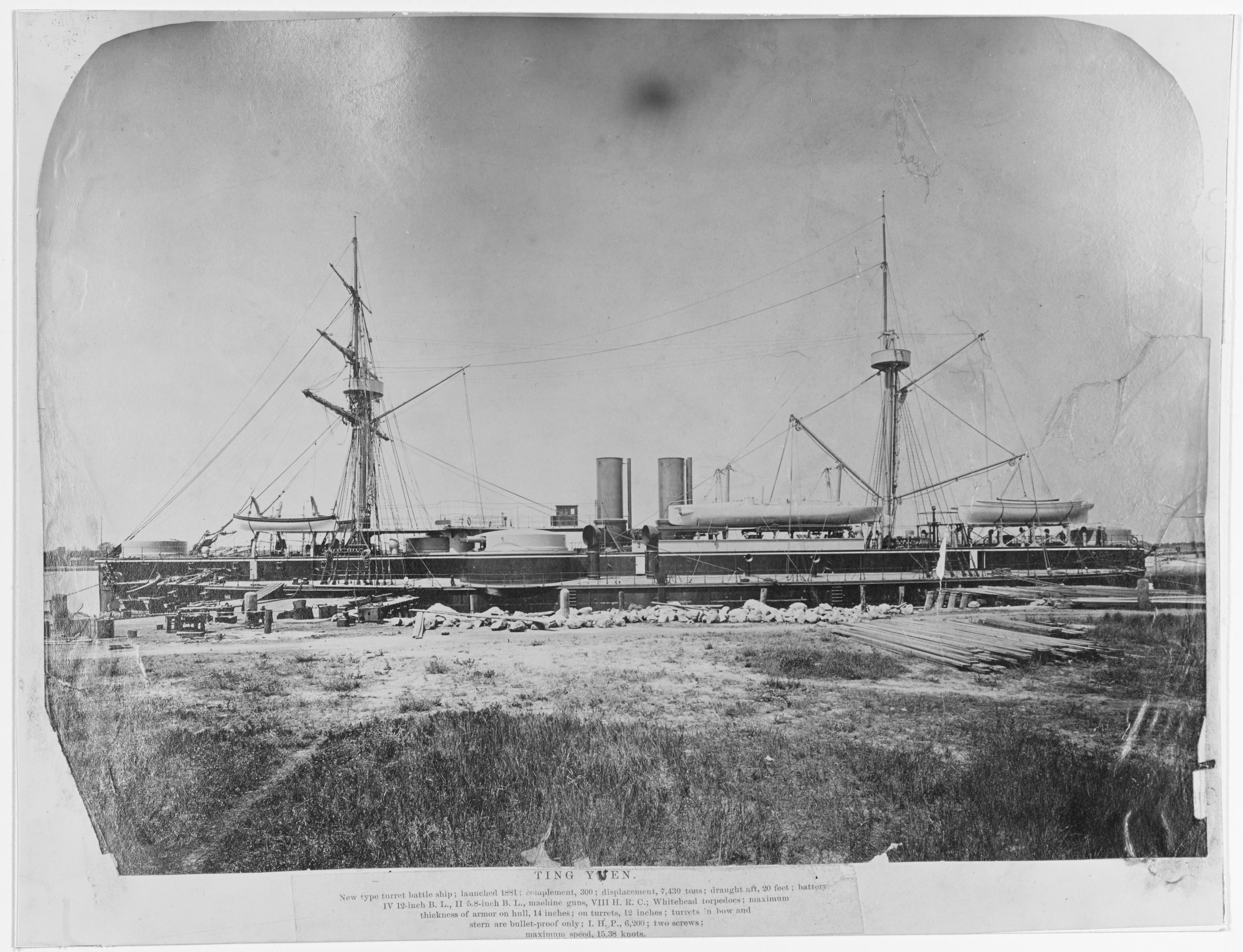
A "Tingjüan" csatahajó, a flotta zászlóshajója

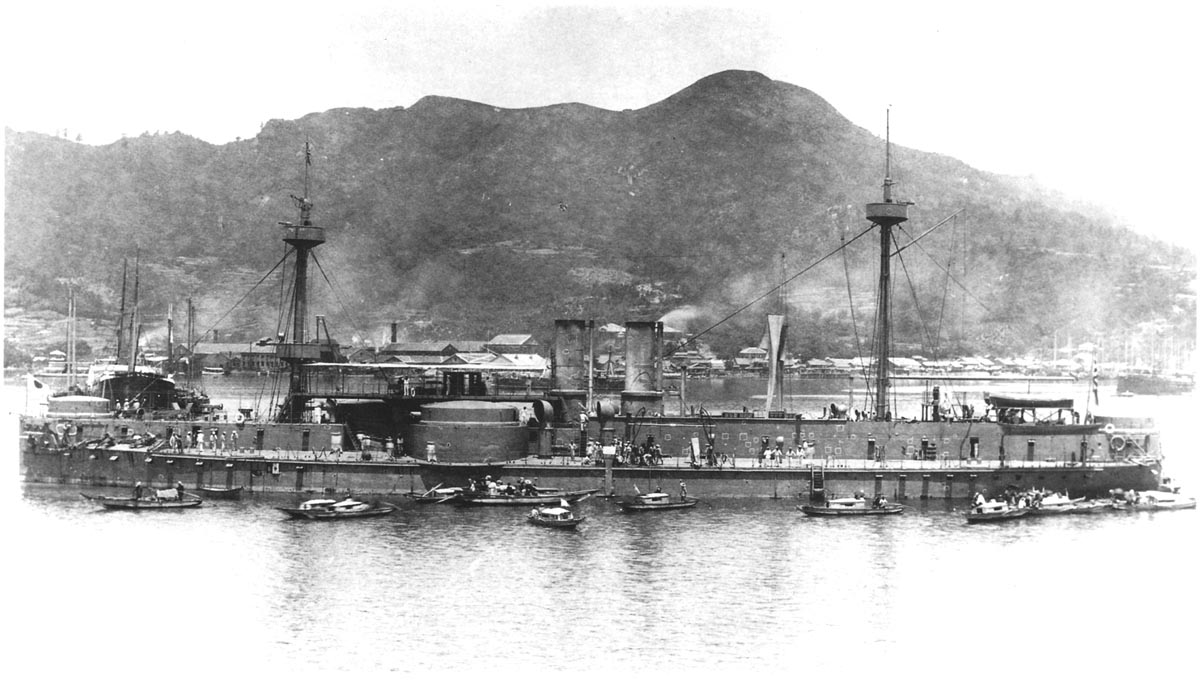
A "Zhenyuan" csatahajó, a "Tingjüan" testvérhajója. Mindkettőnek 360 mm vastag páncélzata volt és modern Krupp-hajóágyúkkal szerelték fel

egyéb hadihajók és felfegyverzett kereskedelmi hajók

## A háború előzményei
1893-ban egy japánbarát koreai forradalmárt, Kim Ok-kyunt Sanghajban meggyilkoltak, feltehetően Jüan Si-kaj által felbérelt orgyilkosok. A holttestet egy kínai hadihajó visszavitte Koreába, ahol a beszámolók szerint felnégyelték és a többi lázadó elrettentésére közszemlére tették. A japán kormányzat azonban sértésnek vette az egész incidenst.
A helyzet még feszültebbé vált később, amikor a kínai kormány, a koreai császár kérésére, csapatokat küldött Koreába, hogy segítsen leverni a Tonghak-lázadást. A kínai kormány értesítette a japánokat a csapatmozgásról a tiencsini szerződés értelmében, de a japánok azt válaszolták, hogy a kb. 2500 főt számláló csapattest kiküldetését a két ország között fennálló egyezmény megszegésének tartják és válaszul 8000 fős egységet küldtek Koreába. A japán haderő 1894. június 8-án szállt partra, majd hamarosan elfoglalta Szöulban a császári palotát és foglyul ejtette a koreai császárt, illetve a koreai kormány helyére japánbarát politikusokat ültettek. Bár a kínai csapatok ekkor már az ország elhagyására készültek (mivel a lakosság nem volt valami barátságos velük), az új kormány felhatalmazta Japánt arra, hogy ha kell, erővel kényszerítsék a kínai csapatokat az ország elhagyására. Az új kormány legitimitását természetesen Kína elutasította és ezzel megteremtette az alapot a két ország közötti háborúra.
A háború közvetlen előzményei
- 1894. június 1.: A Tonghak-lázadás paraszti hadserege a főváros, Szöul felé veszi az irányt. A koreai kormány segítséget kér Kínától.
- 1894. június 6.: a kínai kormány értesíti a japánokat arról, hogy kb. 2500 fős egységet küld Koreába a kormány megsegítésére.
- 1894. június 8.: Miután a japán kormány elutasítja a kínai beavatkozást, kb. 4000 japán katona és 500 tengerészgyalogos száll partra Jemulpo térségében, a koreai és a kínai kormány tiltakozása ellenére.
- 1894. június 11.: A Tonghak-felkelést leverik.
- 1894. június 13.: A japán kormány táviratban arra utasítja a Koreában állomásozó japán csapatok parancsnokát, Otori Keiszuket, hogy addig maradjon az országban, ameddig csak tud, a felkelés leverése után is.
- 1894. június 16.: Mutsu Munemitsu japán külügyminiszter fogadja Wang Fengzao kínai nagykövetet, hogy megvitassák Korea jövőbeni sorsát. Wang kijelenti, hogy a kínai kormány visszavonja csapatait és elvárja, hogy a japán kormány is hasonlóan cselekedjen. Azonban a kínaiak továbbra is fenntartják jelenlétüket Koreában.
- 1894. június 22.: További japán csapatok érkeznek Koreába.
- 1894. július 3.: Otori koreai politikai reformokat javasol, amelyet elutasít a konzervatív és Kína-barát koreai kormány
- 1894. július 7.: a kínai angol nagykövet által szervezett békítő tárgyalások összeomlanak
- 1894. július 15.: a Japán Császári Flotta szinte minden hadihajóját egy flottába vonják össze, a közelgő háborúra való felkészülés keretén belül
- 1894. július 23.: japán csapatok szállják meg Szöult, elfoglalják a császári palotát, foglyul ejtik magát az uralkodót és egy új, japánbarát kormányt juttatnak hatalomra. Az új kormány első lépéseként minden kínai-koreai szerződést érvénytelennek nyilvánít és felhatalmazza a japán hadsereget arra, hogy kényszerítse ki a kínai csapatok távozását.

## A háború főbb eseményei

### Kezdeti hadműveletek
1894 júliusában Kína kb. 3000-3500 főt állomásoztatott Koreában, akiket csak a tengeren keresztül tudott megerősíteni vagy utánpótlással ellátni. A japánok első célkitűzése volt tehát Asan kikötőjének blokádja, a Koreában állomásozó kínai csapatok körbezárása és csatára kényszerítése volt.

### AKow-shingelsüllyesztése
1894. július 25-én a japán Yoshino, Naniwa és Akitsushima cirkálók, amelyek Asan térségében járőröztek, felfedezték a kínai Tsi-yuan cirkálót és a Kwang-yi ágyúnaszádot. A kínai hajók egy másik ágyúnaszáddal, a Tsao-kiang-al akartak egyesülni, ezért hagyták el Asan kikötőjét. Alig egyórás ütközet után a Tsi-yuan elmenekült, míg a Kwang-yi megfeneklett a part menti sziklákon, ahol lőporraktárai felrobbantak.
A Kow-shing egy 2134 tonna vízkiszorítású, angol kereskedelmi hajó volt, amelyet a kínai kormány csapatszállító hajónak bérelt fel. A Kow-shing éppen Asanba szállított 1200 katonát, illetve ellátmányukat és felszerelésüket, a fedélzeten volt még von Hanneken német őrnagy, a kínai kormány tanácsadója is. A csapatszállító hajót a kínai Tsao-kiang ágyúnaszád kísérte és július 25-ére terveztek Asanba érni. A két hajót a japán Naniwa cirkáló utolérte és elfogta, majd arra utasította a Kow-shing angol kapitányát, hogy a fedélzeten tartózkodó összes európait szállítsa át a Naniwa fedélzetére. A kínai katonák azonban ezt megakadályozták, mondván hogy megölik a kapitányt és 64 fős személyzetét. Közel 4 órás tárgyalás után a Naniwa parancsnoka Togo Heihachiro kapitány tűzparancsot adott és a japánok lőni kezdték a Kow-shing-et. A fedélzeten tartózkodó európaiak kétségbeesésükben a vízbe ugrottak, miközben a kínai katonák tüzet nyitottak rájuk. Bár a japánok az angol matrózok nagy részét kimenekítették, a Kow-shing elsüllyesztése diplomáciai bonyodalmat okozott Anglia és Japán között.

### Ütközetek Koreában

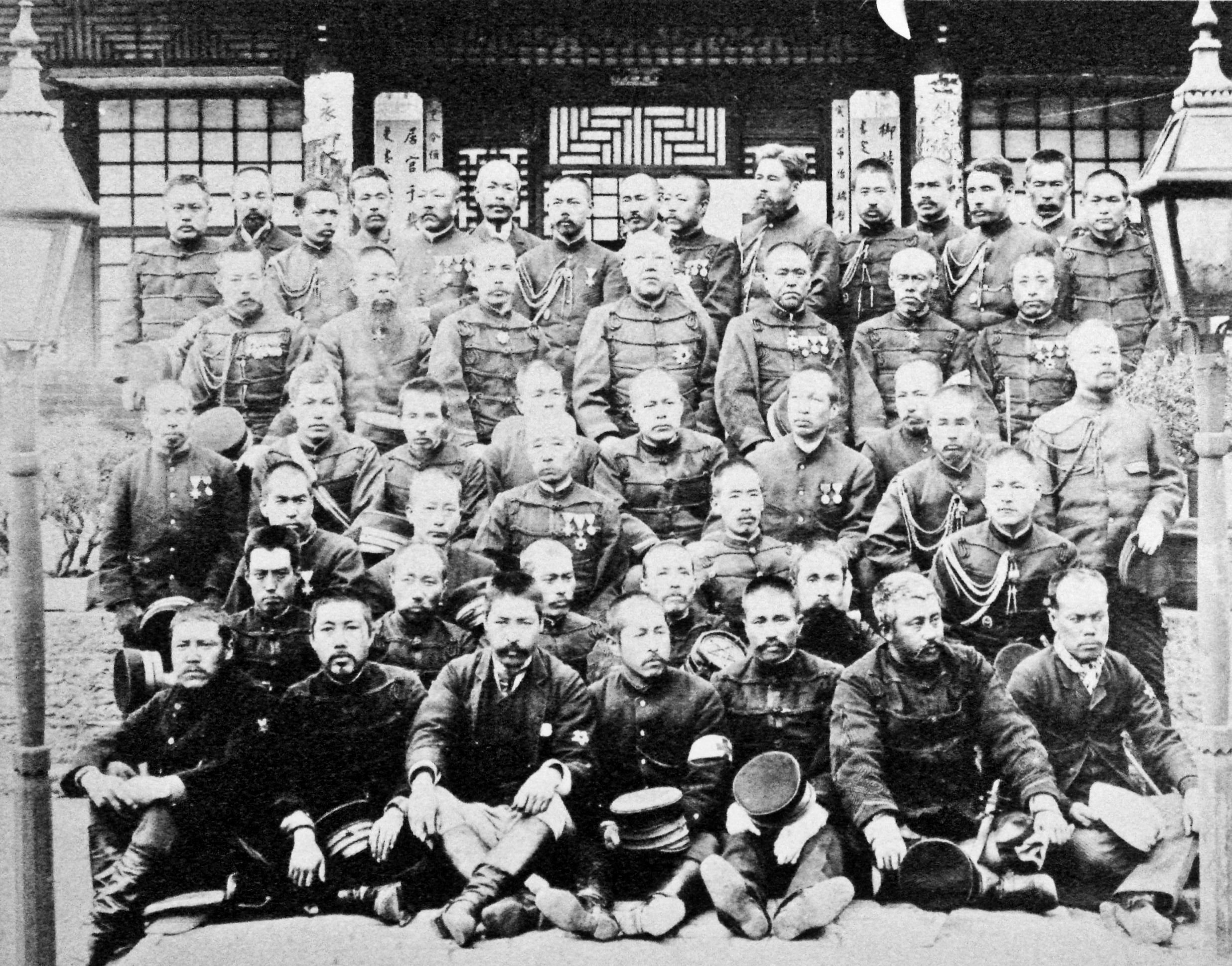
Japán katonák, 1895.

Az új, japánbarát koreai kormány által felhatalmazott Oshima Yoshimasa tábornok összesen kb. 4000 fős japán-koreai különítmény élén erőltetett menetben délre indult, ahol kb. 3500 kínai katonai állomásozott az Asan-öböltől keletre.
Az összecsapásra 1894. július 28-án került sor Asan térségében, a csata reggeli fél 8-tól másnap reggelig tartott. A kínaiakat végül meghátrálásra kényszerítették a számbeli fölényben lévő japánok, végül megfutamodtak és Phenjan felé menekültek. A kínaiak kb. 500 halottat és sebesültet veszítettek, míg a japán oldalon csak 62 fő volt a veszteség.
Japán és Kína között hivatalosan 1894. augusztus 1-jén lépett életbe a hadiállapot. A Koreában rekedt kínai erők augusztus 4-ére visszavonultak Phenjanba, ahol találkoztak a kínai kormány által küldött erősítéssel. Az összesen kb. 13 – 15 000 főt számláló helyőrség megerősítette a várost abban bízva, hogy itt fel tudják tartóztatni a japán hadsereget.
A japánok több oldalról közelítették meg a várost 1894. szeptember 15-én és rövid küzdelem után megadásra kényszerítették a város védőit. Azonban a sötétség és a heves esőzés leple alatt számos kínai katona tudott elmenekülni a városból, ezek északkeletre, Uiju város felé tartottak. A város védői kb. 2000 halottat és 4000 sebesültet veszítettek, míg a japánok vesztesége 102 halott, 433 sebesült és 33 eltűnt katona volt. Szeptember 16-án a teljes japán hadsereg bevonult a városba.

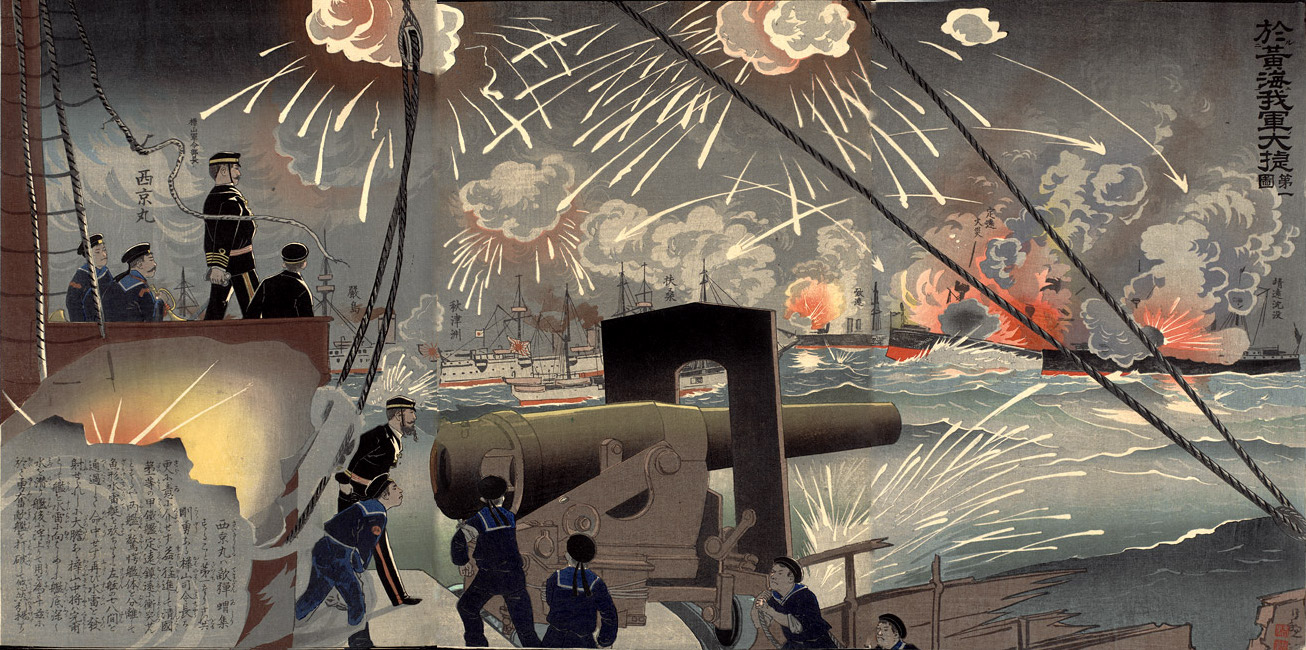
Csata a Jalu-folyón

### A Beiyang flotta veresége
A Jalu-folyón 1894. szeptember 17-én vívott ütközetben a Japán Császári Flotta megsemmisítő vereséget mért a Beiyang flottára: 10 hadihajóból 8-at elsüllyesztettek az ütküzetben. Ennek ellenére a kínaiak 4500 főt partra tudtak szállítani a Jalu folyó torkolatvidékén.

### Mandzsúria megszállása
A phenjani vereséget követően a kínai erők kivonultak Korea északi részéről és inkább a Jalu-folyó mentén kiépített védelmi állásaik megerősítésére összpontosították erőiket.
Azonban a japán csapatok október 10-én erősítést kaptak, majd ezt követően nagy iramban északnak indultak. 1894. október 24-én éjszaka a japán műszaki csapatok pontonhidat építettek a Jalu-folyó felett és a japán hadsereg gond nélkül tudott átkelni a folyón. Másnap, október 25-én a japánok támadást indítottak Hushan ellen, este fél 11 körül a kínai védők elhagyták állásaikat és a következő napon már teljes visszavonulásban voltak. A japánok gond nélkül foglalták el Jiuliangcheng várost, majd ezt követően Yamagata tábornok 1. hadserege elfoglalta a közeli Dandong várost, míg északon a visszavonuló Beiyang hadsereg egységei felgyújtották Fengcheng várost. Az egész összecsapásban a japánok csak 4 halottat és 140 sebesültet veszítettek.
Ezt követően a japán 1. hadsereg két részre vált szét: az 5. hadosztály északra, Mukden felé, míg a 3. hadosztály nyugatra, a Liaotung-félsziget felé folytatta a támadást. Decemberre a 3. hadosztály elfoglalta Ta-tung-kau, Ta-ku-shan, Xiuyan, Tomu-cheng, Hai-cheng és Kang-wa-seh városokat. Az 5. hadosztály azonban nehéz időjárási viszonyok között, nagy hidegben menetelt Mukden felé.
A japán 2. hadsereg Oyama Iwao parancsnoksága alatt szállt partra a Liaotung-félszigeten október 24-én és hamarosan elfoglalta Kin-chow és Talienwan városokat (november 6. és 7.). A japán csapatok ekkor ostrom alá vették a stratégiai fontosságú Lushunkou kikötővárost.

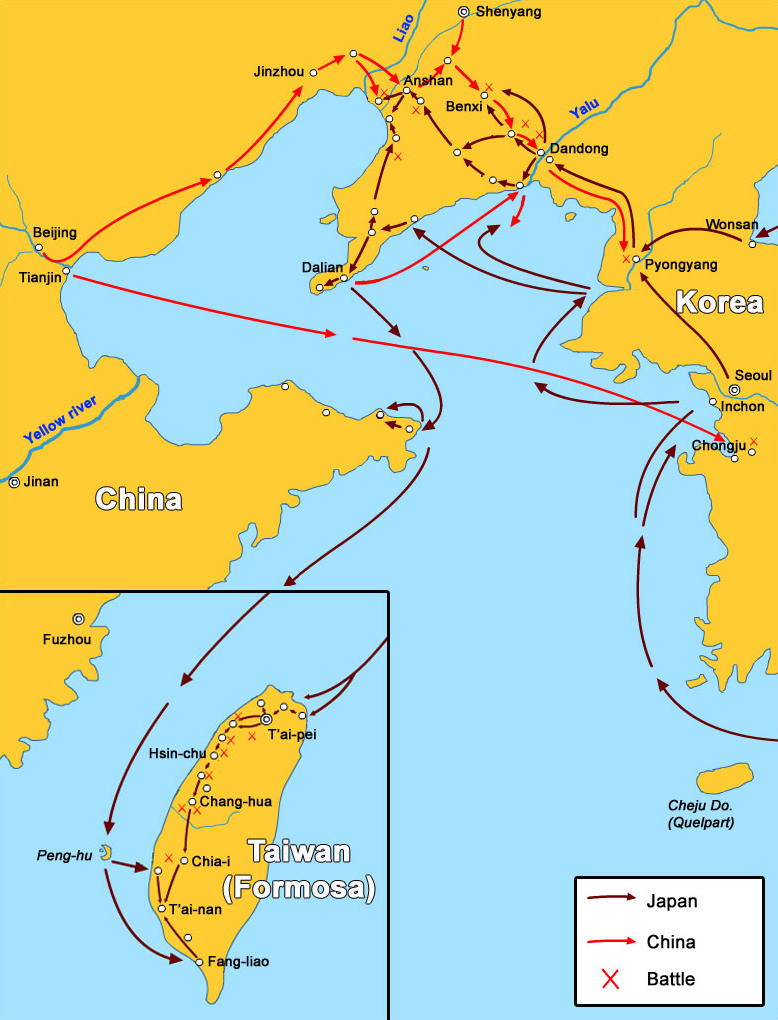
Az első kínai-japán háború hadszintere és főbb hadmozdulatai

### Lushunkou eleste
1894. november 21-én a japán erők elfoglalták Lüshunkou-t (Port Arthur). A japán katonák kínai polgári lakosok ezreit mészárolták le. 1894. december 10-én a japán csapatok elfoglalták Kaipeng (ma: Gaixian) várost is.

### Weihaiwei elfoglalása
A kínai flotta Weihai kikötő erődítményeinek (Weihaiwei) védelmében keresett menedéket a Jalu-folyón vívott csata után. Azonban a gyors japán szárazföldi előrenyomulás lehetővé tette a japán csapatoknak, hogy a szárazföld felől az erődítmények mögé kerüljenek. 1895. január 20-án kezdődött a város ostroma, amely 23 napig tartott. Február 12-én a város elesett és lehetővé tette a további japán előrenyomulást Mandzsúria déli része, valamint Kína északi területei felé. 1895 márciusára a japán hadsereg megerősített állásokat hozott létre a partvidéken.
Weihai elfoglalása volt a háború utolsó nagy ütközete, de ezt követően számos kisebb-nagyobb összecsapásra került még sor a háború lezárása előtt.

### A Pescadores-szigetek elfoglalása
1895. március 23-án a japán csapatok támadást indítottak a Penghu-szigetek ellen, Tajvan partjainál. A rövid és szinte veszteségek nélküli hadjáratban a japán csapatok vereséget mértek a sziget kínai helyőrségére és elfoglalták a sziget legnagyobb települését, Makungot. A hadjárat sikere lényegében megakadályozta, hogy a kínai kormány utánpótlást vagy erősítést tudjon küldeni Tajvanon állomásozó erőinek, és jelentősen hozzájárult ahhoz, hogy a háborút lezáró béketárgyalások során a japán kormányzat el tudta érni, hogy Kína lemondjon a szigetről.

## A háború lezárása

A kínai delegáció, Ting Zsu-csang admirális, külföldi tanácsadói kíséretében, az egyik japán hadihajó fedélzetére érkezik, hogy a békefeltételekről tárgyaljon Itó Szukejuki admirálissal, a Weihaiwei csata után. Japán propagandakép, az admirális a valóságban öngyilkos lett.

A simonoszeki békeszerződést 1895. április 17-én írták alá. A szerződés értelmében Kína lemondott a Koreai-félszigetről és beleegyezett Korea függetlenségébe. Átadta Japánnak a Liaotung-félszigetet, Tajvant és a Penghu-szigeteket, valamint 200 millió tael (mintegy 7450 tonna ezüst) hadi kártérítést kellett kifizetnie.
A kínaiak emellett aláírtak egy kereskedelmi szerződést, amelyben engedélyezte a japán kereskedelmi hajózást a Jangcén, japán fennhatóság alatt álló manufaktúrák létrehozását, illetve további négy kikötőt nyitott meg a nemzetközi kereskedelmi forgalom előtt.
Az európai nagyhatalmak, Franciaország, Oroszország és Németország azonban nem nézték jó szemmel Japán térnyerését a térségben, és beavatkozásuk hatására Japánnak – további 30 millió tael kártérítés fejében – le kellett mondania a Liaotung-félszigetről.

### Tajvan japán megszállása
A Tajvanon állomásozó kínai csapatok és vezetőik nem akarták elfogadni, hogy a békeszerződés értelmében a sziget Japán fennhatóság alá kerül. Május 23-án ezért kikiáltották a sziget függetlenségét és megalapították a Tajvani Köztársaságot. Azonban május 29-én japán csapatok szálltak partra a szigeten Kabajama Szukenori admirális parancsnoksága alatt és öt hónapos hadjáratban vereséget mértek a köztársasági csapatokra. A japánok elfoglalták a sziget legnagyobb településeit, majd 1895. október 21-én a köztársaság fővárosát, Tajnant is.

### Háborús jóvátétel

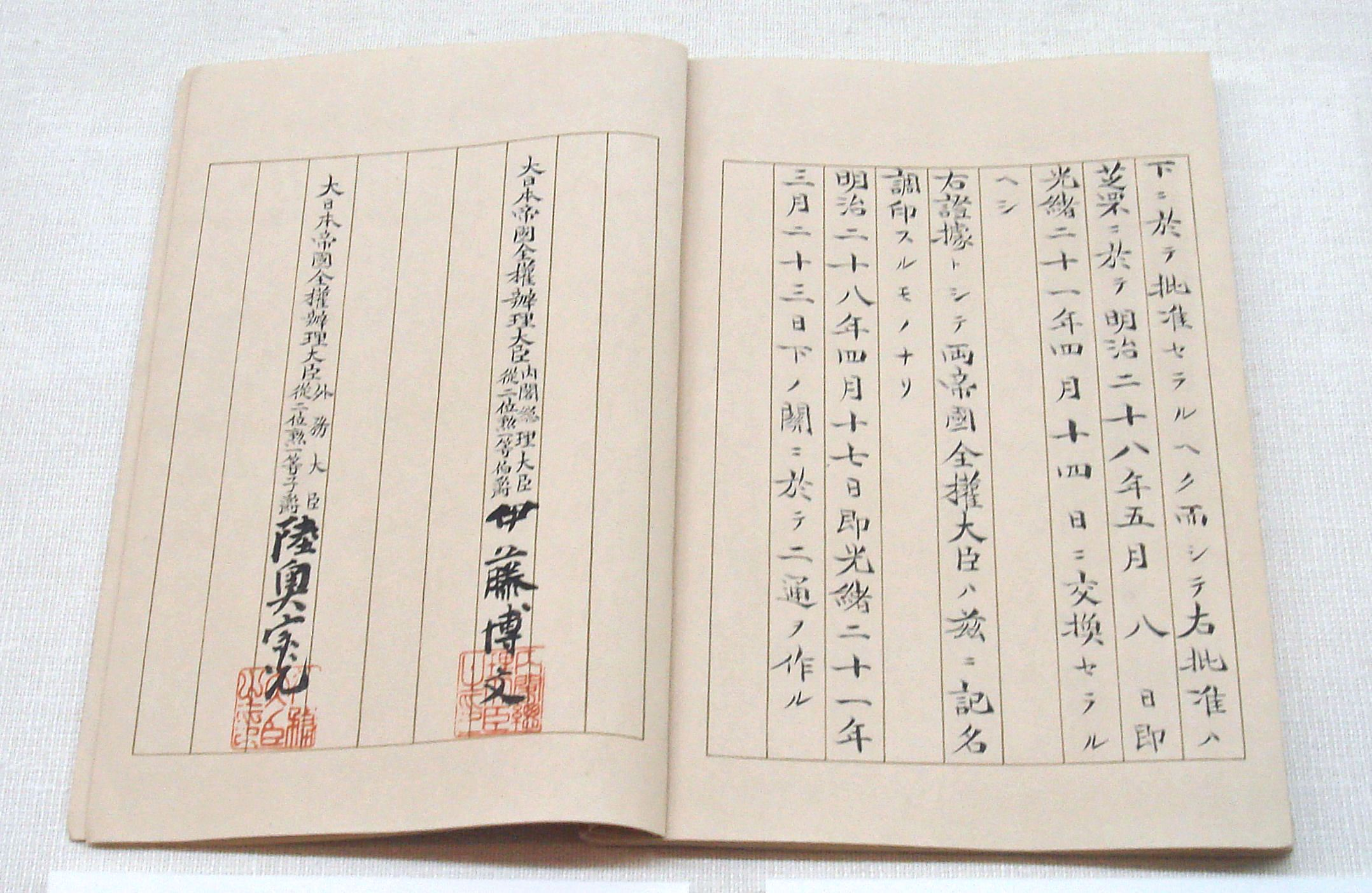
Az 1895-ös japán-kínai békeszerződés

A háború után a kínai kormány összesen kb. 340 000 000 tael kártérítést fizetett ki a japán kormánynak. Ez az összeg kb. 510 000 000 akkor jennek felelt meg, ami a japán kormány akkori éves bevételeinek több mint hatszorosa volt. Még japán számítások szerint is kb. 320 000 000 jen kártérítést kapott a japán kormány, ami 2,5-szerese volt a kormányzat éves bevételeinek.

## A háború következményei

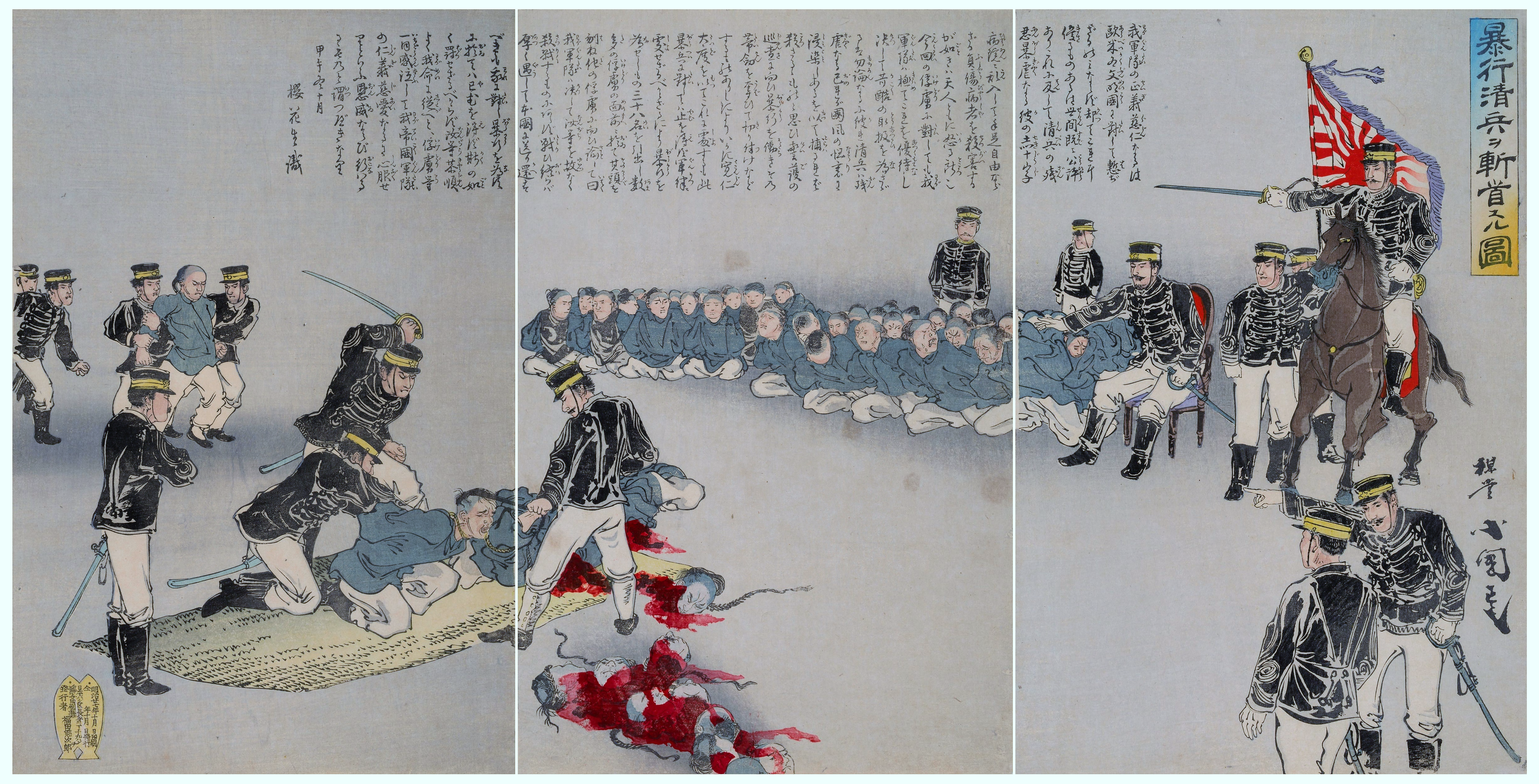
Japán katonák lefejezik kínai foglyaikat, 1894 októbere.

Az első kínai-japán háborúban aratott japán sikerek magyarázata a Meidzsi-korban végrehajtott nagyarányú iparosításban, korszerűsítésben és a hadsereg nyugati mintájára történő átszervezésében rejlik. A háború során a japán csapatok azt is demonstrálták, hogy jelentős fölényben vannak hadászati és harcászati téren is, elsősorban csapataik nagyobb mozgékonysága, jobb kiképzése és ellátása révén. A japán szárazföldi hadsereg és a flotta vereségek sorozatát mérte a kínai erőkre a jobb szervezés, tervezés, stratégiai gondolkodás és a katonák kitartásának köszönhetően.
A háborús győzelemnek köszönhetően Japán presztízse jelentősen megnőtt az európai nagyhatalmak szemében, és Japánt a távol-keleti térség egyik (ha nem éppen domináns) nagyhatalmává tette.
Kínában a háború feltárta a kormányzat tehetetlenségét, képtelenségét, a fegyveres erők elmaradottságát, a mindent átható korrupciót és általában a Csing-dinasztia állapotát. A vereség és a Kína számára rendkívül előnytelen békeszerződés hatására fellángoltak az idegenellenes érzelmek, amelyek öt évvel később a bokszerlázadásban csúcsosodtak ki, amelynek leverésére több európai hatalom, az Egyesült Államok és Japán újbóli katonai beavatkozására volt szükség. A háborúban elszenvedett vereség, a nemzeti megaláztatás, a kormányzat képtelensége a reformok végrehajtására mind hozzájárultak az 1911-ben kirobbant a vucsangi felkelés, amely végül véget vetett a Csing-dinasztia uralmának.
Bár a japánok elérték, hogy Kína lemondjon a Koreai-félsziget feletti fennhatóságáról és átadja Tajvant, az európai nagyhatalmak nyomására le kellett mondania a Liaotung-félszigetről és Lüshunkou (Port Arthur) kikötőről, bár ennek fejében további kártérítést kapott Kínától. Az európai nagyhatalmak, de különösen Oroszország ellenezték Japán térnyerését a térségben és Németország, illetve Franciaország segítségével sikerrel kényszerítették ki a békeszerződés megváltoztatását.
1898-ban Oroszország 25 éves bérleti szerződést írt alá a Liaotung-félszigetre és hozzálátott egy távol-keleti tengerészeti támaszpont kiépítéséhez Port Arthur kikötőjében, ami rendkívül feldühítette a japánokat, akik szintén nemzeti megaláztatásként élték át a külföldiek beavatkozását. A többi nagyhatalom, Franciaország, Németország és Nagy-Britannia (érzékelvén Kína gyengeségét) további koncessziókat csikartak ki a Csing-kormánytól: Csingtao és Kiaocsou kikötőket a németek, Kuang-csou-ant a franciák, míg Wiehaiweit az angolok szerezték meg.
A háború után Japán és Oroszország között tovább nőtt a feszültség, különösen amikor a bokszerlázadás során nyolc nagyhatalom küldött csapatokat a kínai kormány megsegítésére. A lázadás leverése után Oroszország vállalta, hogy visszavonja Mandzsúriában állomásozó csapatait, de éppen ellenkezőleg cselekedett: 1903-ra jelentősen megerősítette azokat. A két ország között a befolyási övezetek kialakítására irányuló tárgyalásokat (1901 – 1904 között) az oroszok készakarva, több alkalommal elnyújtották, mivel egyrészt biztosak voltak saját erejükben, másrészt feltételezték, hogy a japán kormány nem mer háborút indítani egy európai nagyhatalom ellen. Emellett a mandzsúriai foglalásokat az oroszok csak kiindulópontnak tekintették további távol-keleti terjeszkedésükhöz.
1902-ben Japán szövetséget kötött Nagy-Britanniával, hogy féken tartsák Oroszországot. A szövetség értelmében, ha Japán háborút indítana Oroszország ellen és egy harmadik nagyhatalom beavatkozna, akkor Nagy-Britannia Japán oldalán lépett volna be a háborúba. Ez lényegében megakadályozta, hogy a németek vagy a franciák beavatkozzanak a jövőbeni konfliktusba.
A két ország között kiéleződő helyzet, a Koreai-félszigetre irányuló orosz terjeszkedés veszélye és a tárgyalásokon megmutatkozó orosz magatartás aztán egyenes utat jelentett az 1904. február 8-án kirobbant orosz–japán háborúhoz.

## Lásd még
- Kína történelme
- Japán történelme
- Korea történelme
- Japán Császári Hadsereg
- Japán Császári Haditengerészet
- Tajvani Köztársaság (1895)
- Tajvan japán megszállása (1895)
- Második kínai–japán háború